# 九镇 (巴中市)
九镇，是中华人民共和国四川省巴中市恩阳区下辖的一个乡镇级行政单位。2019年12月，撤销九镇乡，设立九镇。

## 行政区划
九镇下辖以下地区：
九龙社区、文镇村、包树梁村、钟山寨村、彭家梁村、石洞寺村、八卦石村、螺蛳石村和大树坪村。